# Tetratheca spartea
Tetratheca spartea är en tvåhjärtbladig växtart som först beskrevs av George Bentham, och fick sitt nu gällande namn av R.Butcher. Tetratheca spartea ingår i släktet Tetratheca och familjen Elaeocarpaceae. Inga underarter finns listade i Catalogue of Life.